# Плака (дем Дион-Олимп)
Плака или Плака Литохору (на гръцки: Πλάκα, Πλάκα Λιτοχώρου) е крайбрежно туристическо селище в Егейска Македония, Гърция, дем Дион-Олимп в административна област Централна Македония.

## География
Селото се намира на беломорския бряг, източно от демовия център Литохоро и на 22 km от Катерини. В Плака има множество хотели, ресторанти, къмпинги и туристически нощни клубове и тя е популярна туристическа дестинация за много от жителите на област Пиерия, Солун и Лариса. В Плака има много частни резиденции, луксозни вили и лятни къщи. През района минава национален път Е 75 от Атина за Солун.

## История
Плака е регистрирано за пръв път в преброяването от 1971 година.
| Година    | 1913 | 1920 | 1928 | 1940 | 1951 | 1961 | 1971 | 1981 | 1991 | 2001 | 2011 | 2021 |
| --------- | ---- | ---- | ---- | ---- | ---- | ---- | ---- | ---- | ---- | ---- | ---- | ---- |
| Население |      |      |      |      |      |      | 47   | 29   | 134  | 212  | 192  | 194  |